# Panicum alopecuroideum
Panicum alopecuroideum là một loài thực vật có hoa trong họ Hòa thảo. Loài này được (R. Br.) Spreng. mô tả khoa học đầu tiên năm 1825.